# José Madueña
José Antonio Madueña López (ur. 29 maja 1990 w Mexicali) – meksykański piłkarz występujący na pozycji prawego obrońcy.

## Kariera klubowa
Madueña pochodzi z miasta Mexicali i swoją karierę rozpoczynał jako siedemnastolatek w tamtejszym czwartoligowym zespole Cachanillas de Mexicali, skąd po kilku miesiącach przeniósł się do trzecioligowego Delfines de Los Cabos. W 2009 roku został zawodnikiem drugoligowej drużyny Club Tijuana, w której po włączeniu do pierwszego składu pełnił wyłącznie rolę głębokiego rezerwowego. Mimo to na koniec rozgrywek 2010/2011 wywalczył z nią awans do najwyższej klasy rozgrywkowej. W Liga MX zadebiutował za kadencji szkoleniowca Antonio Mohameda, 20 lipca 2012 w wygranym 2:0 spotkaniu z Pueblą i w tym samym, jesiennym sezonie Apertura 2012 zdobył z Tijuaną pierwszy w historii klubu tytuł mistrza Meksyku. Wciąż sporadycznie pojawiał się jednak na ligowych boiskach i w styczniu 2014 został wypożyczony do drugoligowej filii – drużyny Dorados de Sinaloa z miasta Culiacán, gdzie z kolei notował regularne występy.
Latem 2014 Madueña udał się na roczne wypożyczenie do ekipy Club América ze stołecznego miasta Meksyk, prowadzonej przez swojego byłego trenera z Tijuany – Antonio Mohameda. W jej barwach w sezonie Apertura 2014 zdobył swoje drugie mistrzostwo Meksyku (zaledwie raz pojawiając się jednak na ligowych boiskach), zaś w 2015 roku – wciąż jako głęboki rezerwowy – triumfował w najbardziej prestiżowych rozgrywkach Ameryki Północnej – Lidze Mistrzów CONCACAF. W styczniu 2016, również na zasadzie wypożyczenia, zasilił ekipę Club Atlas z siedzibą w Guadalajarze. W jego barwach 30 kwietnia tego samego roku,  w wygranej 3:0 konfrontacji z Chiapas, strzelił swojego premierowego gola na najwyższym szczeblu ligowym.
| Sezon     | Klub                    | Kraj   | Rozgrywki        | Mecze | Bramki |
| --------- | ----------------------- | ------ | ---------------- | ----- | ------ |
| 2007/2008 | Cachanillas de Mexicali | Meksyk | Tercera División | 4     | 2      |
| 2007/2008 | Delfines de Los Cabos   | Meksyk | Segunda División | 13    | 0      |
| 2008/2009 | Delfines de Los Cabos   | Meksyk | Segunda División | 14    | 0      |
| 2009/2010 | Club Tijuana            | Meksyk | Ascenso MX       | 4     | 0      |
| 2010/2011 | Club Tijuana            | Meksyk | Ascenso MX       | 0     | 0      |
| 2011/2012 | Club Tijuana            | Meksyk | Liga MX          | 0     | 0      |
| 2012/2013 | Club Tijuana            | Meksyk | Liga MX          | 6     | 0      |
| 2013/2014 | Club Tijuana            | Meksyk | Liga MX          | 0     | 0      |
| 2013/2014 | Dorados de Sinaloa      | Meksyk | Ascenso MX       | 20    | 0      |
| 2014/2015 | Club América            | Meksyk | Liga MX          | 5     | 0      |
| 2015/2016 | Club Tijuana            | Meksyk | Liga MX          | 8     | 0      |
| 2015/2016 | Club Atlas              | Meksyk | Liga MX          | 9     | 1      |
| 2016/2017 | Club Atlas              | Meksyk | Liga MX          |       |        |